# ナラガンセット (ロードアイランド州)
ナラガンセット（英: Narragansett）は、アメリカ合衆国ロードアイランド州のワシントン郡にある町。人口は1万4532人（2020年）だが、夏季は3万人以上になる。地元での町は「ガンセット」と呼ばれている。ナラガンセットの町はペタクァムスカット川東岸からナラガンセット湾の西岸に沿って細長い帯状地になっている。1888年に サウスキングスタウンから分離し、1901年に町として法人化された。
ナラガンセット町の中のビレッジとしてナラガンセットピアがあり、国勢調査指定地域になっている。

## 地理
アメリカ合衆国国勢調査局に拠れば、市域全面積は37.8平方マイル (98 km2)であり、このうち陸地14.1平方マイル (37 km2)、水域は23.6平方マイル (61 km2)で水域率は62.56%である。
ナラガンセット町の中にその全体または一部が入る村と地区として、サンダースタウン（ ノースキングスタウンにも入る）、サウスフェリー、ボンネットショアーズ、ナラガンセットピアー、ポイント・ジュディス、ガリリー、グレートアイランド、ソルトポンド、メタタクセット、ジェルサレム（サウスキングスタウンにも入る）がある。

## 人口動態
以下は2000年の国勢調査による人口統計データである。
| 基礎データ - 人口: 16,361 人 - 世帯数: 6,846 世帯 - 家族数: 3,847 家族 - 人口密度: 446.4人/km2（1,156.5 人/mi2） - 住居数: 9,159 軒 - 住居密度: 249.9軒/km2（647.4 軒/mi2） 人種別人口構成 - 白人: 95.84% - アフリカン・アメリカン: 0.75% - ネイティブ・アメリカン: 0.90% - アジア人: 0.76% - 太平洋諸島系: 0.02% - その他の人種: 0.34% - 混血: 1.40% - ヒスパニック・ラテン系: 1.25% | 年齢別人口構成 - 18歳未満: 17.3% - 18-24歳: 19.6% - 25-44歳: 25.0% - 45-64歳: 24.6% - 65歳以上: 13.5% - 年齢の中央値: 36歳 - 性比（女性100人あたり男性の人口） - 総人口: 94.5 - 18歳以上: 92.4 世帯と家族（対世帯数） - 18歳未満の子供がいる: 22.0% - 結婚・同居している夫婦: 44.6% - 未婚・離婚・死別女性が世帯主: 8.7% - 非家族世帯: 43.8% - 単身世帯: 27.2% - 65歳以上の老人1人暮らし: 9.0% - 平均構成人数 - 世帯: 2.38人 - 家族: 2.86人 | 収入と家計 - 収入の中央値 - 世帯: 50,363米ドル - 家族: 67,571米ドル - 性別 - 男性: 45,436米ドル - 女性: 31,759米ドル - 人口1人あたり収入: 28,194米ドル - 貧困線以下 - 対人口: 16.0% - 対家族数: 4.9% - 18歳未満: 8.4% - 65歳以上: 5.0% |

2010年時点で貧困線以下にある2,743人のうち学生が71%を占めている。対照的に州全体では学生が貧困者の13.7%に過ぎない。この学生の状態のために、比較的小さな町であるナラガンセットでは貧困率に大きな影響が出ている。
9月から5月の間、近くのキングストンにあるロードアイランド大学の学生がこの町を住所としている。

## レクリエーション
ナラガンセットは夏のレクリエーションとビーチで知られている。フィッシャーマンズ・メモリアル州立公園がガリリー近くにあり、元の軍隊の砦やキャンプ場がある。
ナラガンセットには3つのビーチがあり、それで特に有名になっている。
- ナラガンセット町営ビーチ[5]は、ナラガンセットの中央にある。有料である。他の（州営）ビーチは駐車料が必要である。州営のビーチとは異なり、自立経営であり、納税者の金（税金）に頼っていない。駐車料は10ドル（週末と休日は15ドル）、入浜料が1日6ドルである
- スカーボロー州営ビーチ、ノースとサウスの2か所に分かれている。それぞれパビリオン、シャワー、ピクニックテーブル75戸、ボードウォーク、展望塔がある。近くの通りに駐車スペースが無ければ、少額の駐車料金を取られる。近くの通りに駐めている車は、特に夏の間、レッカー移動される。このビーチの隣には地元の下水処理場がある
- ロジャー・ウィーラー州営ビーチ[6]とソルティ・ブライン州営ビーチ[7]は、どちらもポイント・ジュディスにあり、ナラガンセット町内では南端である。どちらもガリリーの港を守る防波堤によって保護されている。2010年夏に新しいパビリオンが完成し、通常の駐車料が必要である

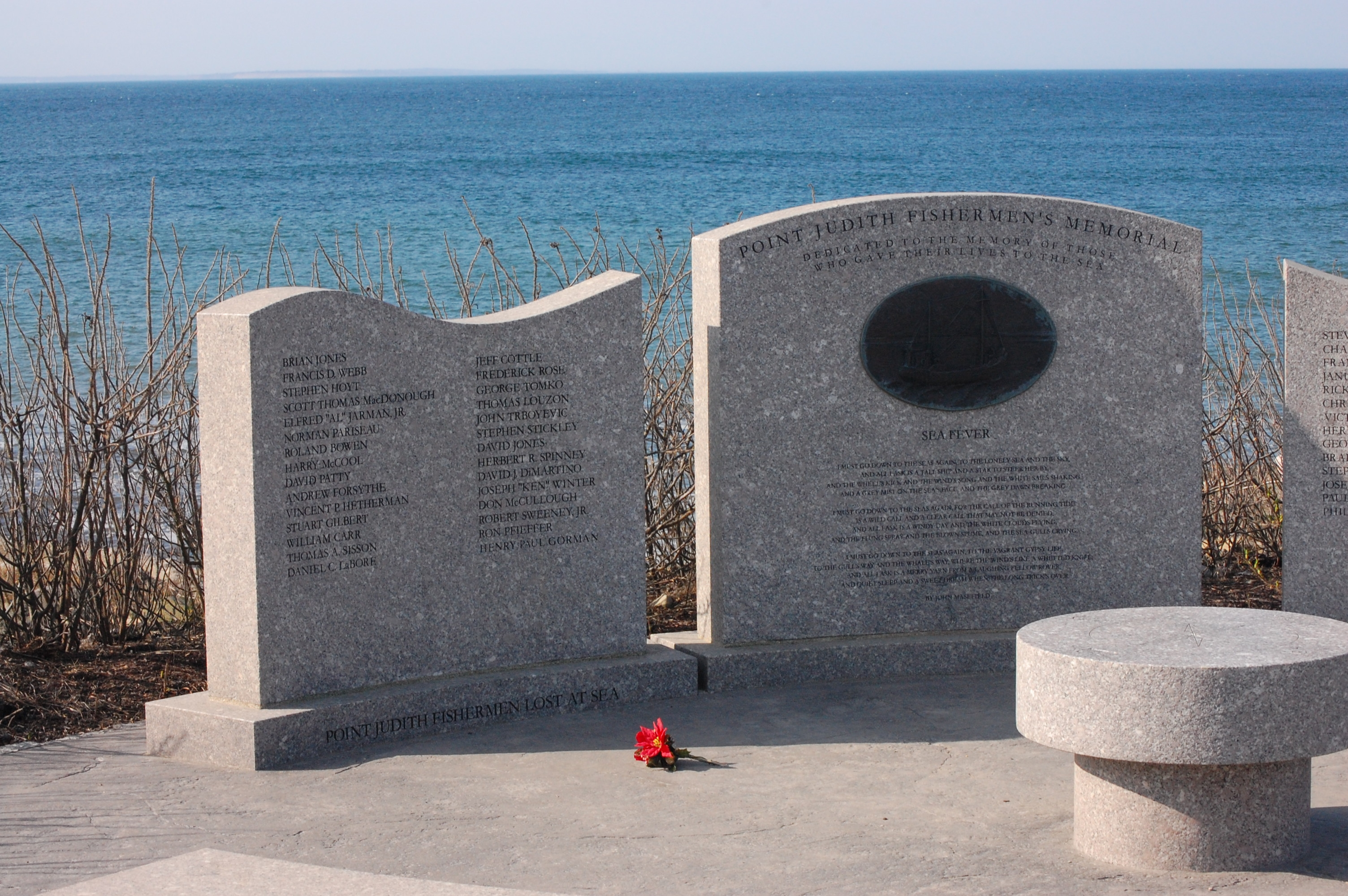
ポイント・ジュディスにあるフィッシャーマンズ・メモリアル
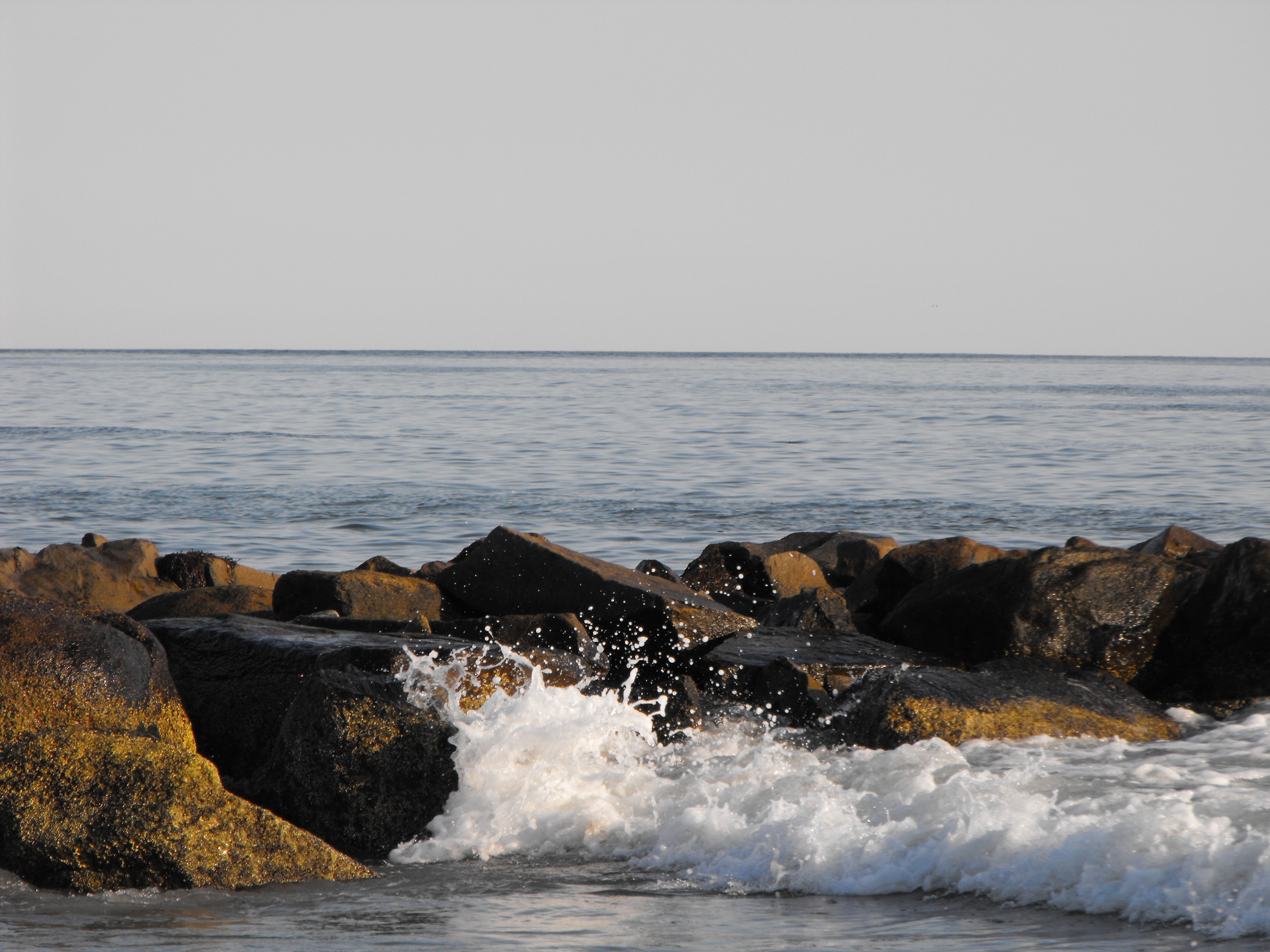
大西洋の岩に砕ける波、ナラガンセットの護岸から見られる
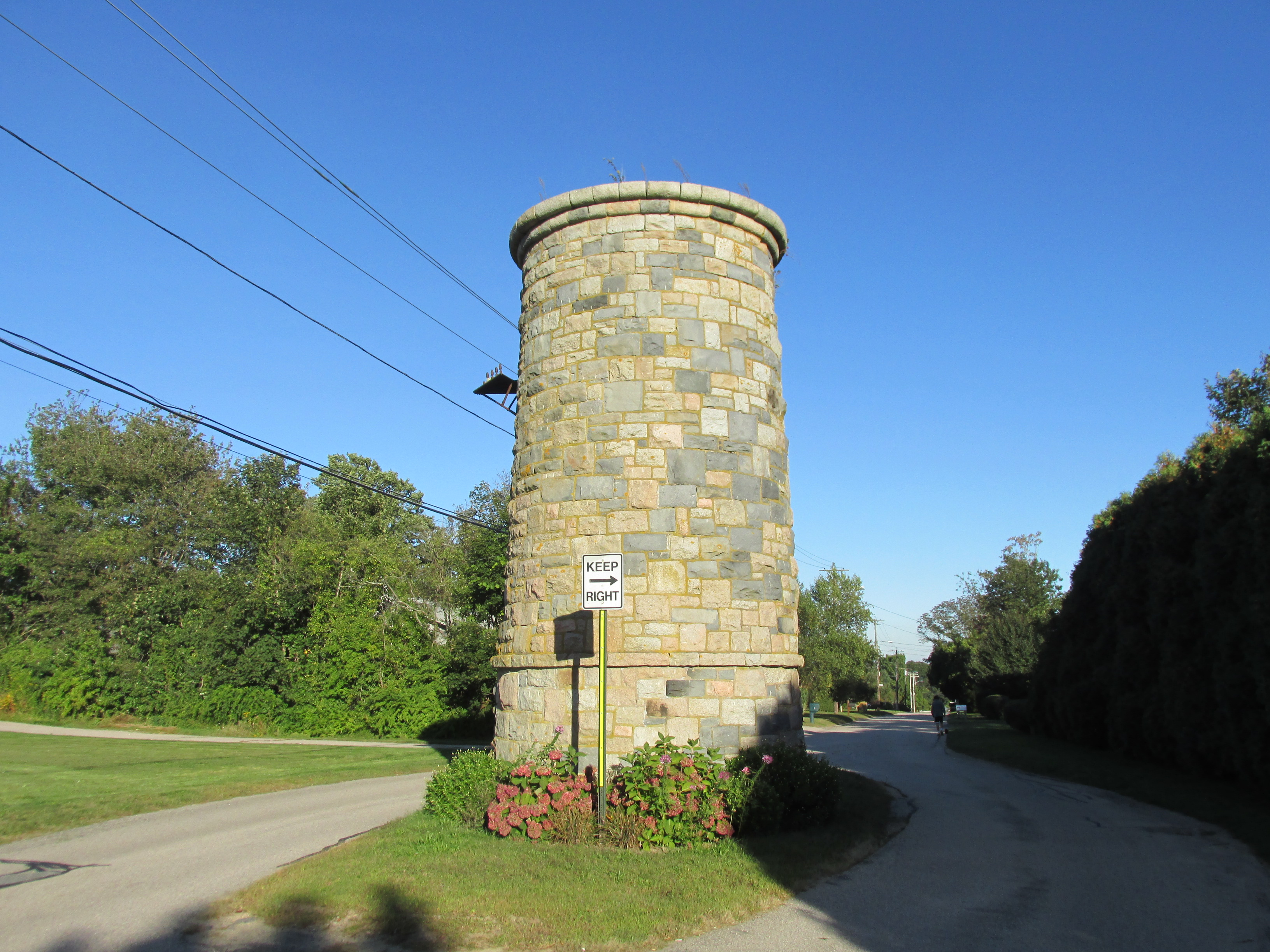
アールズ・コート給水塔
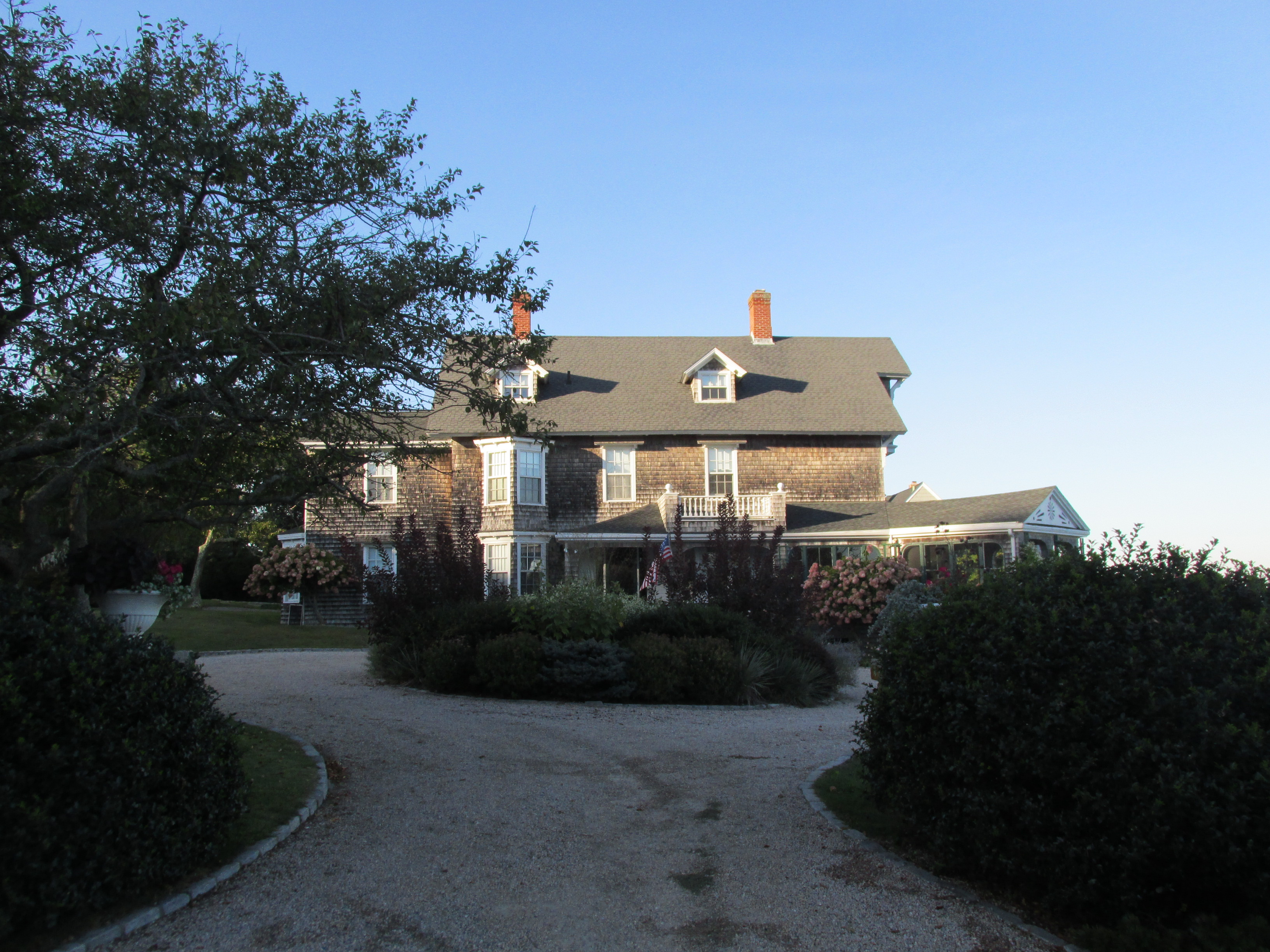
オーシャン道路にあるフラットロック・コテージ

## 教育
ナラガンセット町は独自の幼稚園前から12年生までの教育体系を運営している。学校はナラガンセット小学校、ナラガンセットピアー中学校、ナラガンセット高校の3校がある。町内にサウスカウンティ博物館がある。ロードアイランド大学ナラガンセット湾キャンパスが町内にある。

## 主要雇用主
ナラガンセット町の2012年包括的財務報告書に拠れば、町内の主要雇用主は次の通りである。
| 順位 | 雇用主                                         | 従業員数 |
| ---- | ---------------------------------------------- | -------- |
| 1    | ナラガンセット町                               | 448      |
| 2    | ロードアイランド大学ナラガンセット湾キャンパス | 245      |
| 3    | ストップ & ショップ                            | 225      |
| 4    | デューンズ・クラブ                             | 180      |
| 5    | VNS ホーム・ヘルス・サービス                   | 150      |
| 6    | アメリカ合衆国環境保護庁                       | 160      |
| 7    | デワル・インダストリーズ                       | 120      |
| 8    | ジョージズ・オブ・ガリリー                     | 100      |
| 9    | 全米海洋漁業局                                 | 70       |

## 国家歴史登録財

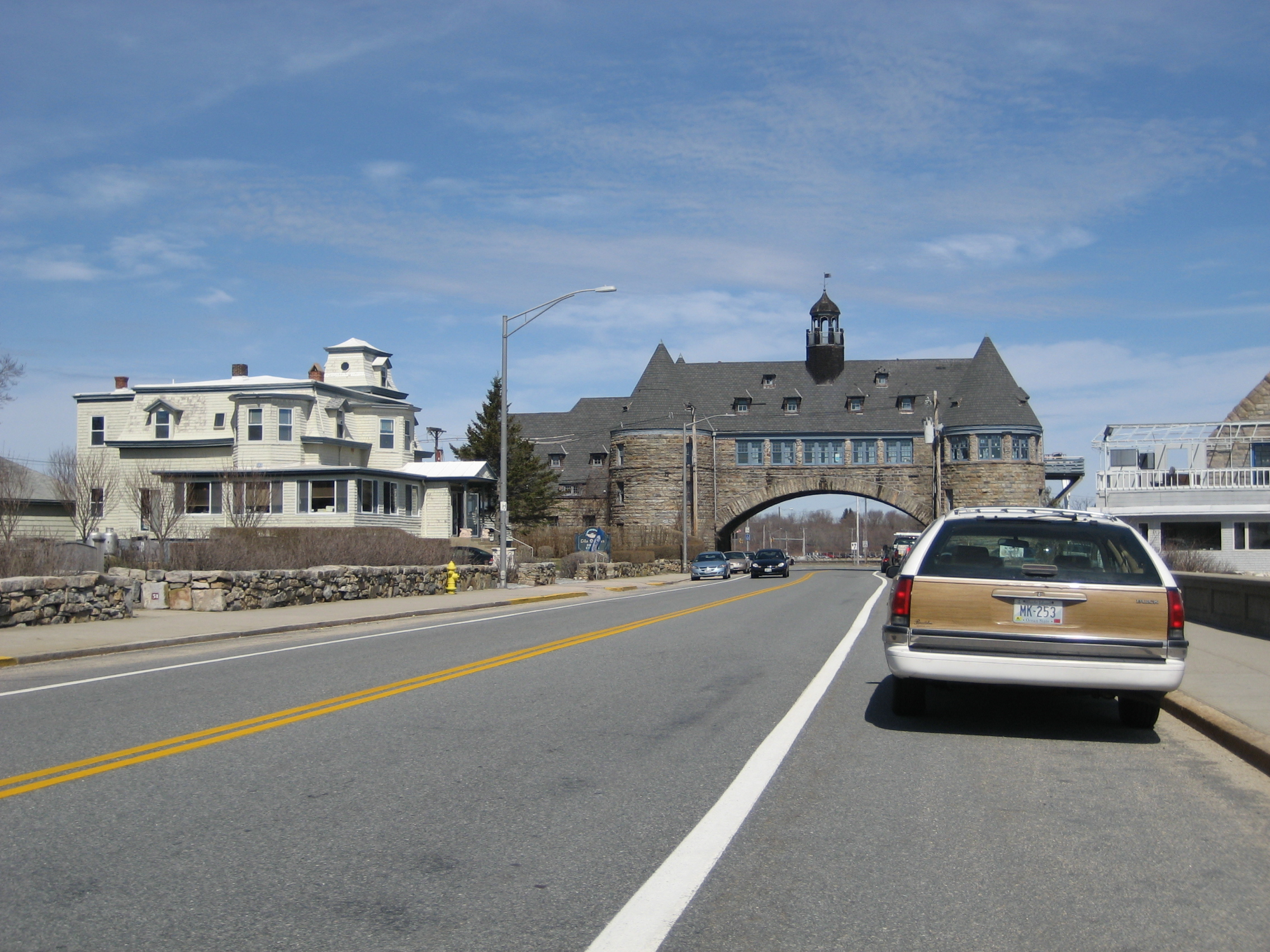
ザ・タワーズ、ロードアイランド・サウンドに沿ったオーシャン道路に跨っており、ナラガンセットでも有名な目印になっている

町内にある建物と地区13か所がアメリカ合衆国国家歴史登録財に指定されている。
- 中央通り歴史地区
- ドルイズドリーム、1884年建設
- ダンミア、1883年建設
- アールズコート歴史地区
- ガーデンコート、1888年建設
- グラッドストン・スプリングハウスとボトリング・プラント、1899年建設
- グリーン・イン、1887年建設
- ナラガンセット・バプテスト教会、1850年建設
- ナラガンセットピアー人命救助ステーション1888年建設
- オーシャン道路歴史地区
- ポイント・ジュディス灯台、1857年建設
- タワーズ歴史地区
- ザ・タワーズ、1883年建設

## 大衆文化の中で
- セオドア・ドライサーの小説『タイタン』の第51章にはナラガンセットが出て来る
- テレビアニメ『ファミリー・ガイ』の幾つかのエピソードはロードアイランド州が舞台である
- 1973年の映画『スティング』では、暴力団のボス、ドイル・ロネガン（キャストはロバート・ショウ）のために詐欺をやっている間の背景で、ナラガンセットの競馬が語られる